# 황남대총 남분 금목걸이
황남대총 남분 금목걸이(皇南大塚南墳 金製頸飾)는 대한민국 서울특별시 용산구 국립중앙박물관에서 소장하고 있는, 경주시 황남동 미추왕릉 지구에 있는 삼국시대 신라 무덤인 황남대총에서 발견된 길이 33.2cm의 금 목걸이이다. 1978년 12월 7일 대한민국의 국보 제194호로 지정되었다.

## 개요
경주시 황남동 미추왕릉 지구에 있는 삼국시대 신라 무덤인 황남대총에서 발견된 길이 33.2㎝의 금 목걸이이다.
황남대총은 남북으로 2개의 봉분이 표주박 형태로 붙어 있는데, 남쪽 무덤에서 사람의 목에 걸린 채로 널(관) 안에서 발견되었다.
금실을 꼬아서 만든 금 사슬 4줄과 속이 빈 금 구슬 3개를 교대로 연결하고, 늘어지는 곳에는 금으로 만든 굽은 옥을 달았다. 경주지역 신라의 무덤에서 발견되는 대부분의 목걸이 끝부분에 푸른빛의 굽은 옥을 장식한데 반하여 전체를 금으로 만들고 끝부분에도 굽은 옥 형태의 금으로 장식한 독특한 목걸이이다.
금 사슬, 금 구슬, 굽은 옥의 비례와 전체적인 크기가 조화를 이루고 있어, 우아하고 세련된 멋을 풍기고 있다.

## 같이 보기
- 황남대총

## 참고 자료
- 황남대총 남분 금목걸이 - 국가유산청 국가유산포털